# William Lyon Mackenzie King
William Lyon Mackenzie King (Kitchener, 17 december 1874 – Ottawa, 22 juli 1950) was een Canadees staatsman.

## Loopbaan
Mackenzie King studeerde rechten en was werkzaam als jurist. Van 1900 tot 1908 was hij onderminister van Arbeid en van 1909 tot 1911 minister van Arbeid. Na de dood van Sir Wilfred Laurier, de leider van Canadese Liberale Partij werd Mackenzie King tot voorzitter van die partij gekozen.
In 1921 werd hij voor de eerste maal minister-president van Canada (met korte onderbrekingen tot 1930). Van 1935 tot 1948 was hij opnieuw premier. Hij was tijdens de Tweede Wereldoorlog een van de belangrijkste geallieerde leiders en na de oorlog had hij een aandeel in de oprichting van de Verenigde Naties. Mackenzie King stond verzoening tussen de Engelsprekenden en Franssprekenden in Canada voor.
Mackenzie King bleef trouw aan de Britse kroon, maar wist wel volledige onafhankelijkheid op buitenlands gebied te bewerken.